# 水口憲人
水口憲人（みずぐち のりひと、1945年8月10日- ）は、日本の政治学者。大阪市立大学教授・龍谷大学教授・立命館大学教授を経て、立命館大学名誉教授。

## 人物
香川県生まれ。香川県立高松高等学校卒業、1968年京都大学法学部卒業、73年同大学院法学研究科博士課程中退、大阪市立大学法学部助手、74年助教授、86年教授、1992年龍谷大学法学部教授。1998年立命館大学政策科学部教授、2010年定年、名誉教授。87年「現代都市の行政と政治」で京都大学より法学博士の学位を取得。

## 著書
- 『現代都市の行政と政治』法律文化社 1985
- 『「大きな政府」の時代と行政』法律文化社 1995
- 『都市という主題 再定位に向けて』法律文化社 立命館大学法学部叢書　2007

### 共編著
- 『今なぜ都市か』編 敬文堂 1997
- 『変化をどう説明するか 行政篇』北原鉄也,真渕勝共編著 木鐸社 2000
- 『変化をどう説明するか 政治篇』北原鉄也,久米郁男共編著 木鐸社 2000
- 『変化をどう説明するか 地方自治篇』北原鉄也,秋月謙吾共編著 木鐸社 2000
- 『分権 何が変わるのか』村松岐夫共編著 敬文堂 大阪市政研究所研究論集　2001
- 『分権推進と自治の展望』田村悦一、見上崇洋,佐藤満共編著 日本評論社 2005

## 論文
- ＜水口憲人